# Chrysolina weisei
Chrysolina weisei là một loài bọ cánh cứng trong họ Chrysomelidae. Loài này được Frivaldszky miêu tả khoa học năm 1883.